# Paul Beaurepaire
Pour les articles homonymes, voir Beaurepaire.
Paul Beaurepaire est un acteur français, né en 2001 à Treillières (Loire-Atlantique).

## Biographie

### Jeunesse et formations
Paul Beaurepaire naît à Treillières, en Loire-Atlantique. Il y grandit avec ses deux grands frères — l’un travaillant dans le marketing électronique et l’autre, dans la programmation web —. Ses parents sont banquier et responsable des transports.
À l'âge de 7 ans, sa mère l’inscrit au cours de théâtre La Cavale, à Treillières,, et il lui est « un véritable lieu d’expression et d’émotions » : il restera pendant 10 ans. À 16 ans, il découvre le stand-up et, très inspiré par Roman Frayssinet, Baptiste Lecaplain et Mister V, poste ses blagues sur le réseau social Vine et sur YouTube avant de participer « deux fois par mois au West side Comedy club de Nantes ».
Il fréquente l'école Alexandre-Vincent, le collège du Haut-Gesvres (Treillières), le lycée Nicolas Appert, à Orvault (Loire Atlantique), puis la grande école de commerce Audencia, à Nantes. Lui qui veut devenir comédien, sa mère lui « a parlé du concours de la classe libre du cours Florent. On avait conclu un marché ensemble : si je n’obtenais pas mon concours, alors j’allais en école de commerce », raconte-il dans un entretien. Finalement, en 2019, il est admis avec mention « assez bien ».
Après s'être présenté pour une troisième audition pour la classe libre, il est l'un des 20 candidats contre 2000 à participer au cours Florent, à Paris, où il reste pendant deux ans, jouant Hamlet de Shakespeare et La Mouette de Tchekhov entre autres. En décembre 2021, il remporte le prix Olga Horstig au théâtre de l’Athénée Louis Jouvet, permettant une présentation ouverte au public et aux professionnels.

### Carrière
Grâce au prix Olga Horstig, Paul Beaurepaire s'est vu engager pour un petit rôle, celui de Sébastien Farran, dans deux épisodes de la mini-série biographique Le Monde de demain, créée par Katell Quillévéré et Hélier Cisterne,, et un petit rôle, à l'origine, pour le film dramatique Le Temps d'aimer de Katell Quillévéré, mais, à la suite du renoncement d'un acteur, obtient un autre rôle, celui de Daniel, fils d'Anaïs Demoustier et beau-fils de Vincent Lacoste,. Ce film est sélectionné et projeté en avant-première mondiale au festival de Cannes, en mai 2023,.
Mi-mars 2023, il est mentionné en plein tournage du second long métrage de thriller d'anticipation Planète B écrit et réalisé par Aude-Léa Rapin, aux côtés d'Adèle Exarchopoulos. Mi-novembre de la même année, après une petite apparition dans Mon crime (2023) de François Ozon qui lui a offert le rôle du crieur de journaux, il retrouve ce réalisateur pour son prochain film Quand vient l'automne (2024), dans lequel il tient un « beau rôle » aux côtés d'Hélène Vincent et Josiane Balasko.

## Filmographie

### Cinéma

#### Longs métrages
- 2023 : Mon crime de François Ozon : le crieur de journaux
- 2023 : Le Temps d'aimer de Katell Quillévéré : Daniel, à 18 ans
- 2023 : La Vénus d'argent d'Héléna Klotz : Ethan
- 2024 : Quand vient l'automne de François Ozon : Lucas, à 18 ans
- 2024 : Planète B d'Aude-Léa Rapin
- 2025 : La Femme la plus riche du monde de Thierry Klifa

#### Court métrage
- 2021 : Hegoak d'Andoni Betbeder : Eki

### Télévision

#### Série télévisée
- 2022 : Astrid et Raphaëlle : Gabriel Boyer (saison 3, épisode 5 : Témoin réalisé par Julien Seri)
- 2022 : Le Monde de demain : Sébastien Farran (2 épisodes réalisés par Hélier Cisterne et Katell Quillévéré)
- 2024 : The New Look : Michel Agnalet (saison 1, épisode 6 : If You Believed in Me réalisé par Julia Ducournau)